# Stasera canto io
Stasera canto io è un doppio album musicale di Franco Califano, pubblicato nel 2001.

## Tracce
CD 1
- Er tifoso
- Tutto il resto è noia
- Tac
- Un'estate fa
- Appunti sull'anima
- La solitudine
- L'ultimo amico va via
- La musica è finita
- Minuetto
- Io per amarti
- Tu nell'intimità
- Gli amici restano
- Me 'nnamoro de te
- Attimi
- Sto con lei

CD 2
- Dice
- L'isola felice
- Auguri
- Che fine hai fatto cantautore
- Io non piango
- L'amore muore
- Stando alle regole
- Come una canzone
- Se è vero che c'è un Dio
- Uomini
- Giovani d'estate
- Aspettando l'amore
- L'ultima spiaggia
- D'estate mai
- Moriremo insieme